# Michael Clifford
Michael Richard Uram Clifford (San Bernardino, Kalifornia, 1952. október 13. – 2021. december 28.) amerikai pilóta, űrhajós, alezredes.

## Életpálya
1974-ben a West Point Akadémián repülőmérnöki oklevelet szerzett. 1976-ban kapott repülőgép vezetői jogosítványt. Nyugat-Németországban teljesített szolgálatot. 1982-ben a Georgia Institute of Technology keretében megvédte mérnöki diplomáját. 1982–1986 között a West Point Akadémia adjunktusa. 1986-ban tesztpilóta kiképzésben részesült. Több mint3400 tartózkodott a levegőben (repülő). 1987-től Johnson Space Center (JSC) Space Shuttle Vehicle Integration mérnöke, feladata a fel- és leszállási műveletek támogatása. A Solid Rocket Booster Postflight Assessment Team igazgatósági tagja.
1990. január 17-től a Lyndon B. Johnson Űrközpontban részesült űrhajóskiképzésben. Az Űrhajózási Iroda megbízásából a küldetések fejlesztési ágában a rakományok, a legénység eszközei, az űrséták technikai biztosítása volt feladata. 1994–1995 között az űrrepülőgép és űrállomás összekapcsolásának technikai fejlesztésében dolgozott. Három űrszolgálata alatt összesen 27 napot, 18 órát és 24 percet (666 óra) töltött a világűrben. Űrsétái (kutatás, szerelés) alatt több mint 12 órát töltött az űrrepülőgépen kívül. Az első űrhajós, akinek űrrepülőgépe (STS–76) űrsétája alatt dokkolt a Mir űrállomással. Űrhajós pályafutását 1997. január 6-án fejezte be. A Boeing Company Nemzetközi Űrállomás program, a Flight Operations Managere.

## Űrrepülések
- STS–53, a Discovery űrrepülőgép 15. repülésének küldetés specialistája. Az Amerikai Védelmi Minisztérium (DoD) megbízásából teljesített szolgálatot. Első űrszolgálata alatt összesen 7 napot, 7 órát és 19 percet (175 óra) töltött a világűrben. 4 900 000 kilométert (3 000 000 mérföldet) repült, 116 alkalommal kerülte meg a Földet.
- STS–59, az Endeavour űrrepülőgép 6. repülésének küldetés specialistája. A legénység a Space Radar Laboratory (SRL–1) platformot üzemeltetve vizsgálta az emberi civilizáció nyomait, jeleit a világűrből és ezek hatásait a természetes környezetre. Második űrszolgálata alatt összesen 11 napot, 5 órát és 49 percet (270 óra) töltött a világűrben. 7 571 762 kilométert (4 704 875 mérföldet) repült, 183 alkalommal kerülte meg a Földet.
- STS–76, a Atlantis űrrepülőgép 16. repülésének küldetés specialista. A harmadik dokkoló küldetés a Mir űrállomással. Hosszútávú szolgálatra érkezett űrhajós, valamint 2200 kilogramm életfeltételi árút, technikai felszerelés szállítása. Visszafelé 1100  kilogramm hulladékot hoztak. Az első iskolai oktatás az űrállomásról. Harmadik űrszolgálata alatt összesen 9 napot, 5 órát és 16 percet (221 óra) töltött a világűrben. Hatórás űrsétája alatt űrhajója dokkolt az űrállomással. 6 100 000 kilométert (3 800 000 mérföldet) repült, 145 alkalommal kerülte meg a Földet.